# Гласовете ви чувам
„Гласовете ви чувам“ е последният роман на Димитър Талев от тетралогията му за живота и революционните борби на българите в Македония през XIX и началото на XX век, включваща още „Железният светилник“, „Преспанските камбани“ и „Илинден“.
Романът е завършен през лятото на 1965 година и е публикуван през пролетта на 1966 година.

## Сюжет
Внимание:  Текстът по-долу разкрива сюжета на произведението (или части от него)!
Сюжетът на творбата проследява живота на младия син на Лазар и Ния Глаушеви Борис след потушаването на Илинденско-Преображенското въстание.

### В гр. О.
Борис Глаушев се настанява в гр. О. (Битоля), където става учител в местно българско училище и е избран за член на окръжния комитет на ВМОРО. Глаушев става свидетел на конфликтите в комитета между социалиста Стефан Кибаров, председателят Богдан Бобев и секретарят Симеон Венчев, който на своя глава решава да си сътрудничи със сърбите и сърбоманите. Венчев е отстранен от комитета, след което негов човек прострелва Кибаров. В отговор поддръжникът на Кибаров, евреинът Езра, убива Венчев, а Кибаров е откаран от своите хора на лечение в България.

### Йосиф от Рапа
Сърбоманът Йосиф от Рапа (литературен образ на Глигор Соколович – Ляме) повежда чета из Македония с цел посредством подкупи, заплахи и насилие да сърбизира българското население. Той е уловен в засада от българския войвода Дойчин (чийто прототип е Арсо Локвички), но успява да се измъкне с помощта на писмо, подписано и подпечатано от секретаря на О-ския окръжен революционен комитет Орловски (Симеон Венчев) и датирано от ноември 1905 г., в което се казва „... Той се ползва с нашето доверие ... ако се подчинява на Устава ... да му се помага ... въпреки че е дошъл от Сърбия.“ и с думите, че се е срещнал с Пере Тошев, който бил одобрил дейността му, стига да е верен на организацията. „За Дойчина по-голям човек от Пере Тошев в организацията нямаше.“ Той пуска Йосиф, но му заповядва да не се връща повече в неговия район. След като се измъква от засадата Йосиф се ожесточава поради унижението, което е преживял пред четниците си и решава да започне открита сърбоманска дейност. Той отива в село Дупки, където Дойчин е застрелял неговия човек Мишко. Йосиф събира селото, но селският ръководител на ВМОРО Алексо се крие от сърбоманския войвода в хамбара си. Йосиф вика жената на Алексо, която идва с малкия си син и отрича мъжа ѝ да е в селото. Когато обаче Йосиф заплашва да отреже главата на сина ѝ, Алексо се появява на площада. След като не може да го накара да се обяви за сърбин, Йосиф кара „доктора на четата“, Бърко, да го дере жив, след което го обесва с краката надолу и го застрелва.

### Ангелика Милонас
От прозореца на стаята, където живее под наем, Борис Глаушев вижда през улицата младата гъркиня Ангелика Милонас, която живее в отсрещната къща и се показва на балкона, за да полива цветята си. Хазяйката му Фотина, гъркиня, женена за българин, посредничи между двамата и те се срещат. Младите се влюбват един в друг без да го признават пред себе си, а още по-малко пред другия. Когато вече са увлечени, Борис казва на Фотина да му купи обувки за малкия му син, чиято майка Ружа е убита от турците по време на въстанието, след което заминава да види родителите си в Преспа за Бъдник. Фотина е шокирана от новината, а и Борис се страхува, че узнавайки за това Ангелика няма да го погледне отново. В Преспа майката на Борис Ния кани младата вдовица и учителка Дона Крайчева на Бъдни вечер. Скоро след това опитът на българите да съборят камбанария, издигната от сърбомани е отблъснат от турския аскер с убийството с щик на Дона Крайчева, последвано от залп в множеството. Като се връща в Преспа Борис споделя с майка си Ния за Ангелика. След завръщането си в О. той узнава от Фотина, че Ангелика е болна, но все още иска да го вижда, въпреки новината, която е научила от Фотина за неговото положение. Борис иска веднага да я посети, но Фотини го възпира от страх от братята и бащата на Ангелика. Ангелика се разплаква от радост, научавайки, че Борис се е върнал и иска от Фотини да ѝ помогне да се изправи, за да погледне през прозореца. Борис е застанал на прозореца си и двамата се виждат за пръв път от толкова време. В стаята обаче влиза бащата на Ангелика Костас Милонас и научава за увлечението на дъщеря си по българина. Бащата забранява на Ангелика да се среща отново с Борис и предава чрез Фотини заплаха на Борис да не се среща с Ангелика „ако му е мил животът“. Фотина му казва, че майката на Борис е гъркиня (всъщност прабаба му по майчина линия е била гъркиня), но това не омеква сърцето на Костас. Той иска от Фотина да изпъди българина, обещавайки да ѝ плаща „кирата“, докато тя си намери друг „кираджия“. Фотина се уплашва и предупреждава Борис, но когато той я пита дали го пъди, тя не го прави. Борис казва, „Е, щом не ме пъдиш и аз нема да си отида. Тук ще стоя. И ще си взема Ангелика, Ангелика ще бъде моя.“
След като се връща от комитетско заседание Борис намира в стаята си писмо на френски от Ангелика донесено от малкия ѝ племенник Ригас, в което тя за първи път открито изразява любовта си към него и му изказва съжалението си, че не може го вижда колкото ѝ се иска, защото баща ѝ е научил за увлечението ѝ и я пази. Тя го предупреждава да се пази от братятя ѝ, които и баща ѝ не смее да уведоми за него, и го моли да има търпение тя да „прехвърли тая страшна планина“ (на омразата между гърците и българите) преди той да направи нещо.
След като изтича известно време Борис неочаквано намира самата Ангелика да го чака у дома му и те правят любов в стаята му. Когато се връща при своите Ангелика е пресрещната от брат си Димитрис. Тя признава пред него за връзката си с Борис Глаушев и заедно с по-големия им брат Ставрос Димитрис заплашва, че ще убият Борис, ако отново двамата влюбени се погледнат. Ангелика отново изпраща писмо на Борис, в което му казва да не я търси, да не показва, че се интересува от нея, поне за известно време и да бъде търпелив и много предпазлив.

### Комитетски дела
Докато е в Преспа за Бъдник Борис е изпратен заедно с други двама членове на околийския комитет, даскали като него, да вразуми войводата Кольо Ганев в село Дреново, който е решил да изгори селата Рапа и Пресад, защото някои от жителите им са се обявили за сърби под натиска на сърбоманския войвода Йосиф от Рапа. След като ядно ги изслушва и изпраща да спят обаче Ганев ги заплашва със смърт, което е дочуто и предадено на селския ръководител Кръстьо, който моли пратениците на комитета да напуснат селото, за да не може „улавия“ Ганев да изпълни заканата си. Те неохотно напускат селото под прикритието на нощта. На сутринта въоръжен с пушката си Кръстьо се изправя пред Ганев на селския мегдан. Ганев се разгневява, че даскалите са избягали, заплашва Кръстьо с „петдесет по голо“ и заповядва на четниците си да го хванат. Кръстьо ги предупреждава да не се приближават. Тогава Ханджията го застрелва отстрани.
Глаушев отива на заседание на комитета, на което се появява Даме Груев. Груев влиза в спор със социалиста Кибаров. Кибаров в подкрепа на социалистическите си идеали се позовава на устава на ВМОРО, който казва, че организацията се бори за автономна Македония, за освобождението на всички македонци, без оглед на вера и народност, и обвинява Груев, че е поискал помощ от България по време на Илинденското въстание. Груев казва, че може би трябва да се преосмисли устава и открито да се заяви, че целта на организацията е Македония да стане част от България, с което да се спечели подкрепата на българската държава и армия, тъй като гърците не са приели идеята за автономия и целят да се присъденият към Гърция, а новопоявилите се сърби също казват, че тази земя ще стане част от Сърбия. На заседанието се решава окръжният войвода Петър Донев-Караджата да отиде с чета от 25 души да прогони гръцките андарти (четници) от района на Мариовските села, които „са пропищели“ от тях, а Борис Глаушев, по прякор Милостивият, да придружи българския владика, който ще отиде по селата да раздава дарения, получени от България.
Борис тръгва с владиката и кервана с помощите от България, но владиката го заставя да остави револвера си, а на турския онбашия (десетник) казва, че му стига един човек охрана, а не трима, както са били изпратени, на което турчина склонява. Владиката и Борис отсядат в едно село, което през нощта е нападнато от гръцки андарти, а на селяните не достигат пушките, тъй като са скрили част от тях в планината. Андартите подпалват селската църква и няколко къщи и убиват няколко селяни, но се появява друга вълна от изстрели, оказала се от четата на Караджата, която изтласква гърците. На заседание на окръжния комитет в О., на което присъстват Петър Донев-Караджата и Борис Глаушев единодушно е решено в отговор да бъдат избити 12 гръцки първенци в О., включително гръцкия консул и двамата братя на Ангелика Милонас. Извършени са няколко покушения срещу гърците. Братята на Ангелика замислят убийството на Борис Глаушев, но Ставрос е ранен в краката от нападатели и е пренесен в къщата.

### Битката на Стражица
Ангелика отива при Борис и го пита дали е участвал в решението за опита за покушение срещу братята ѝ, на което той отговаря утвърдително. Ангелика му казва, че е била решила да остане при него, но знанието, че той е решавал убийството на братята ѝ не ѝ позволява. Тя се връща в къщата на родителите си, взема нож от кухнята и чист чаршаф от един скрин, качва се на тавана, постила чаршафа на прашния под, коленичи на него и се пробожда в сърцето. На сутринта Борис чува писък от съседната къща. Димитрис Милонас хуква нагоре по улицата да доведе лекар. Борис кара Фотини да разбере какво е станало и след малко Фотини му казва, че Ангелика се е пробола с нож. Борис се облича за излизане и отива у Милонас, където е срещнат от Димитрис, който по молба на Борис не го връща. Борис е заведен до леглото на мъртвата, а баща ѝ казва на гръцки „Стани, Ангелика... Дошъл е твоят жених, стани да го посрещнеш...“
Борис Глаушев тръгва с чета из планините. Йосиф от Рапа научава, че организационните чети от три съседни околии са се събрали в една долина, дълбоко скрита в планините, за да решават съдбата му. Той се изкачва на скалите на един връх над долината, откъдето вижда 150 четници и още толкова селско опълчение. Йосиф праща двама селяни по различни пътеки към Преспа, за да кажат на каймаканина: „Под Стражица са се събрали над триста български комити. Йосиф от Рапа ти праща хабер.“
Комитите са предупредени за предателството от пратеник на околийския комитет в Преспа малко преди да се появят над хиляда души аскер откъм прохода при Стражица и други роти от други страни. Четиримата войводи повеждат хората си по уговорен план, но четниците, застанали на позиция да вардят прохода при Стражица отказват да ги последват. Заедно с четника Цветко, Борис Глаушев отива да им предаде строгата заповед на войводите да отстъпят. Четиридесетимата четници, заели позиция на една скална площадка и водени от Костурчето, Кирил Кончев и Юнкерът, обаче заявяват решимостта си да не отстъпят позицията. Глаушев решава да остане с тях, а с него и Цветко, „Ами и аз, даскале, като тия момчета. Не ти дава сърце да ги оставиш и да си отидеш. Мрете вие, пък аз ще си отида! Сърцето ти не дава. Ще се бием и ще мрем заедно. Нели съм излезъл четник! Това аз си го знаех още като... Пък, най-после, каквото даде Бог.“ С падането на нощта турците обсаждат върха.
Битката започва призори, най-напред при Стражица, а след това и на други две места в планината (виж: Битка на Ножот). Когато турците се приближават на сто и петдесет или двеста крачки, четниците откриват огън: „Четниците стреляха съсредоточено, упорито, пукаха безспир четиридесет и две пушки, редиците на аскера изоставяха след себе си все повече ранени и убити.“ Аскерът, воден от офицерите с извадени саби, достига до скалистата височина, където е разпръснат „сред трясъка на десетки бомби“. „Докъм пладне турците атакуваха три пъти Стражица, но не можаха да заемат каменистия ѝ връх.“ Жегата напича, а на турците е раздаден обяд. Следобед турци се изкачват на съседен на Стражица рид и започват стрелба с маузери. Костурчето е първият покосен от огъня. Турците превземат с щурм каменната площадка под върха и избиват двайсетината ѝ защитници. Другите двайсетина четници са между скалите при върха, където „викаше Юнкерът: „Нема вече време, нема време! Чупете пушките! Събирайте се насам! Насам... Борис сложи нова пачка в пушката си. Последната. И последователно изстреля петте патрона в турската тълпа. Не беше нужно да се прицелва. Не поглеждаше и дали са улучили куршумите му...“ Борис разбива о скалата пушката си, после и Цветковата, хваща Цветко под мишница и го повежда към едно по-широко място, където са се уговорили да се съберат четниците. Там останалите живи четници викат, прегръщат се, чупят пушките си, за да не попаднат в ръцете на турците. Цветко откопчава една бомба от патрондаша си, отвинтва капачката ѝ и я удря в камъка.
В Преспа се разчува за засадата и битката в планината. Загинали са една трета от четниците, а Йосиф от Рапа останал незасегнат и навлязъл с четата си и по тамошните села. При Лазар Глаушев идва „капитан Перуко, от чуждите офицери инструктори, каквито имаше по всички македонски градове.“ Той показва на Лазар „кадро“, което е направил на загиналите на Стражица. Лазар Глаушев разпознава тялото на сина си. Офицерът оставя снимката на Глаушев, който я скрива от жена си и не ѝ казва какво е научил.
На другия ден в дюкяна на Лазар Глаушев влиза председателя на околийския комитет в Преспа и му казва, че Борис е тежко ранен, но жив и е отнесен от другарите му от О. „в некакво село“. След няколко дена при тях пристига учителката от О. Мария Йорданова, която им съобщава, че Борис е изпратен по канала на организацията в България. Учителката им предлага да му занесе нещо, тъй като заминава да следва в Софийския университет.
„През зимата на тая година в сражение с турците бе убит Даме Груев.“ – така завършва сагата на Димитър Талев.

## Издания
- Книгата е издадена от изд. „Български писател“ на 30 април 1966 г., по-малко от 6 месеца преди смъртта на автора, в тираж 20 100.
- Преиздадена е от същото издателство през 1976, 1980, 1986, 1989 г.
- Издание на ИК „Анубис“, 2000 г.
- Издание на изд. „Захарий Стоянов“, 2004 г. (ISBN 954-739-443-6)